# تعقیب می‌کند
«تعقیب می‌کند» (انگلیسی: It Follows) فیلمی در ژانر ترسناک و درام به کارگردانی دیوید رابرت میچل است که در سال ۲۰۱۴ منتشر شد.

## داستان فیلم
ماجرا با دختری جوان به نام «جی» شروع می‌شود که پس از رابطهٔ جنسی با پسری به نام «هیو» وجود شخصی را احساس می‌کند که مدام به دنبال تعقیب اوست. هیو به او می‌گوید که آن شخص یا چیز پس از یک رابطه جنسی با یک دختر به او سرایت کرده‌است و جی اگر می‌خواهد چیزی که او را تعقیب می‌کند دست از سر او بردارد باید شخصی را پیدا کرده و با او رابطه جنسی برقرار کند. در ادامه جی به همراه دوستانش طی یک تعقیب و گریز طولانی ناچار به انجام رابطه جنسی با یکی از دوستانش به نام کرگز می‌شود اما بعد چند روز دوستش کشته می‌شود. جی به همراه دوستانش به استخری پناه برده و همهٔ درها را قفل می‌کنند اما آن چیز دست بردار نیست و وارد سالن می‌شود و دست بر قضا قادر به داخل شدن در آب نیست در ادامه یکی از دوستان جی به نام «پائول» با اسلحه به آن چیز شلیک می‌کند و او درون آب می‌افتد؛ او که دست بردار نیست درون آب قصد دارد جی را خفه کند اما پائول با شلیک به سر او جی را نجات می‌دهد پس از مدتی استخر به شکلی غیرطبیعی پر از خون می‌شود و از بین می‌رود. بعد از رابطه جنسی جی و پل دست در دست هم در خیابان قدم می‌زنند، همان‌طور که یک چهره پشت سر آنها راه می‌رود.

## بازیگران
| بازیگر          | نقش  |
| --------------- | ---- |
| مایکا مونرو     | جی   |
| کیر گیلکریست    | پاول |
| جیک ویری        | هیو  |
| دنیل زوواتو     | گرگز |
| اولیویا لوکاردی | یارا |
| لیلی سپه        | کلی  |